# Danilo Barozzi (ciclista)
Danilo Barozzi (Bagnolo in Piano, 21 agosto 1927 – Reggio Emilia, 25 marzo 2020) è stato un ciclista su strada italiano.
Professionista dal 1949 al 1958, vinse due edizioni del Gran Premio Industria e Commercio di Prato.

## Carriera
Corridore molto forte ma non vincente, dal 1949 al 1957 fu costantemente piazzato sul podio o, almeno, nei primi dieci classificati degli ordini di arrivo di tutte le più importanti classiche del panorama ciclisto italiano, corse come Coppa Bernocchi, Coppa Placci, Giro di Toscana, Giro del Veneto, Giro di Romagna, Giro della Provincia di Reggio Calabria, Giro dell'Emilia, Trofeo Matteotti, Giro dell'Appennino, Giro del Lazio lo videro spesso protagonista di ottime prove; seppe ben destregiarsi pure nelle Classiche monumento italiane e ai Campionati nazionali dove fu ottavo nel 1951 e quarto l'anno successivo.
Si distinse anche nelle brevi corse a tappe: corse la Volta Ciclista a Catalunya 1950 vincendo una tappa e arrivando sesto nella classifica generale, e per tre volte il Giro di Svizzera ottenendo anche qui risultati eccellenti: quinto nel 1949, dodicesimo nel 1950 e soprattutto terzo nel 1953 dietro Hugo Koblet e Fritz Schär.
Prese parte nove volte al Giro d'Italia, senza però riuscire a vincere tappe sfiorando solamente il successo con i secondi posti nella quindicesima e diciassettesima tappa dell'edizione del 1953 e nella quarta e decima tappa dell'edizione successiva; nel 1955 venne selezionato anche per partecipare al suo primo ed unico Tour de France che concluse in 40ª posizione.
Danilo Barozzi è morto nel marzo del 2020 per aver contratto la COVID-19 nell'ospedale in cui era stato ricoverato in seguito alla rottura di un femore.

## Palmares
- 1947 (Dilettanti)

Coppa Collecchio
- 1948 (Dilettanti)

Coppa Caivano
2ª tappa Giro del Lazio (Viterbo > Rieti)
- 1950 (Cimatti, una vittoria)

6ª tappa Volta Ciclista a Catalunya (Andorra > Manresa)
- 1951 (Atala/Lygie, una vittoria)

4ª tappa, 1ª semitappa Giro delle Dolomiti (Auronzo di Cadore > Pieve di Soligo)
- 1953 (Atala/Alegro/Lygie, una vittoria)

Gran Premio degli Assi - San Marino
- 1954 (Atala/Allegro, una vittoria)

Gran Premio Industria e Commercio di Prato
- 1955 (Atala, una vittoria)

Gran Premio Industria di Belmonte Piceno
- 1956 (Atala, due vittorie)

Gran Premio Industria e Commercio di Prato
Reggio nell'Emilia

## Piazzamenti

### Grandi Giri
- Giro d'Italia

1951: 32º
1952: 40º
1953: 19º
1954: 18º
1955: 38º
1956: 24º
- Tour de France

1955: 40º

### Classiche monumento
- Milano-Sanremo

1949: 47º
1950: 47º
1951: 9º
1952: 37º
1953: 18º
- Parigi-Roubaix

1956: 34º
- Giro di Lombardia

1950: 27º
1951: 27º
1952: 4º
1954: 31º
1955: 8º